# Claire Giry
Pour les articles homonymes, voir Giry.
Claire Giry, née Lozinguez en 1970, est une biologiste et responsable scientifique française. Elle est nommée directrice générale déléguée de l’Inserm en décembre 2017, puis présidente par intérim à l'automne 2018. Elle devient directrice générale de la recherche et de l’innovation en juin 2021. En 2024, elle succède à Thierry Damerval à la présidence de l'Agence Nationale de la Recherche.

## Biographie
Claire Giry entre à l'École normale supérieure de Lyon en 1989. En 1996, elle soutient une thèse en biologie à l'université Claude-Bernard-Lyon-I sur les collagènes FACIT sous la direction de Michel Van Der Rest et devient docteure en biologie moléculaire et cellulaire.

## Carrière
En 1997, Claire Giry entre au CEA comme responsable de la communication et de l’animation scientifique au sein de la direction des sciences du vivant. En 2001, elle intègre le cabinet de l’administrateur général du CEA comme conseillère pour la communication et les relations internationales. En 2002, elle devient adjointe au directeur des relations internationales, puis, en 2004, adjointe au directeur des sciences du vivant. En 2006, elle rejoint également le cabinet du Haut-Commissaire à l’énergie atomique en tant que conseillère pour les sciences du vivant. Entre 2007 et 2009, elle est conseillère technique pour l’enseignement supérieur et la recherche au cabinet du Premier ministre François Fillon, puis chef du service coordination stratégique et territoires du ministère de l’Enseignement supérieur et de la Recherche. Elle y met en place le premier Programme d’Investissements d'avenir. En 2012, elle quitte le ministère pour rejoindre l’Inserm au poste de directrice des partenariats et des relations extérieures, responsable des politiques de site, des relations européennes et internationales. En 2014, elle est nommée directrice du Centre CEA de Fontenay-aux-Roses. En juillet 2016, elle est nommée responsable du programme Centres d’excellence du commissariat général à l'investissement. En décembre 2017, elle devient directrice générale déléguée de l’Inserm. Le 13 octobre 2018, elle prend la présidence par intérim de l’institut après le départ d’Yves Lévy, nommé au conseil d'état.
Elle est nommée directrice générale de la recherche et de l’innovation à compter du 14 juin 2021.
En 2024, elle succède à Thierry Damerval à la présidence de l'Agence Nationale de la Recherche et prend officiellement ses fonctions le 11 septembre 2024.

## Décorations
- Chevalière de la Légion d'honneur le 31 décembre 2014[14].
- Officière de l'ordre national du Mérite. Elle est faite chevalière le 14 novembre 2011[15], puis promue officière le 29 mai 2019[16].